# У Хелін

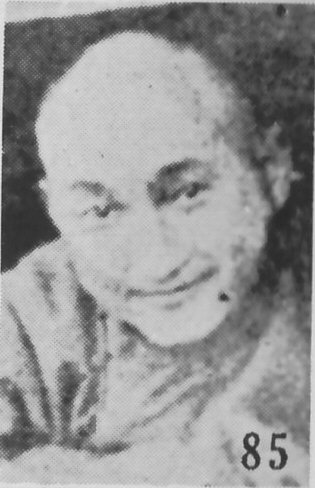
Фото з довідника Хто є хто в Китаї

У Хелін (кит. трад. 吳鶴齡, спр. 吴鹤龄, піньїнь: Wú Hèlíng , 1896 - 1980) або Юненбаян - політичний діяч Китайської Республіки. Був етнічним монголом. Важливий політик у Монгольському Автономному Уряді та Монгольській Автономній Федерації (кит.: 蒙古自治邦). Він народився в Харачинському хошуні правого крила (Харачин-Юіці; зараз Харачин-Ці, Чифен), Внутрішня Монголія.

## Ранні роки
Закінчив педагогічне училище в Ченде, в тодішній провінції Жехе, а потім Пекінський коледж права.
У 1918 вступив до Пекінського університету, працюючи при цьому Міністром внутрішніх справ у Бейянському уряді. Він також надавав велику підтримку принцу Гунсаннорбу. У цей час він також працював у Пекінському педагогічному університеті та був віце-генеральним секретарем Пекінської християнської асоціації.
Закінчив Пекінський університет у 1926, і незабаром після цього вступив у Гоміндан.

## Політична кар'єра
У квітні 1929 призначений радником комісії з питань Монголії та Тибету. У січні наступного року його було переведено на посаду начальника тієї ж комісії.
У червні 1932 повернувся до своєї колишньої роботи радником комісії.
У травні 1936 Юньдуань Ванчуке і Доло Дулен Цзюньван створили Монгольський військовий уряд, в чому також взяв участь У і де обіймав різні посади. У жовтні 1937 його призначено головою Палати радників Об'єднаного автономного уряду Менцзяна. У 1941 призначено головою Палати з політичних питань Менцзяна.
Після закінчення Другої світової війни та ліквідації Менцзяна У повернувся до гоміньданівської влади і призначений головою Асоціації радників при Військовій комісії.
У 1949 брав участь у Руху автономії західної Монголії, і після невдачі цього руху він утік на Тайвань.
Помер в 1980.